# Cristina Moreno
Cristina Moreno Martínez (Madrid, 31 de mayo de 1974) es una oficial española de la Guardia Civil.

## Primeros años y formación
Ingresó en 1993 en la Academia General Militar de Zaragoza como la única mujer de su promoción, y completó la formación específica en la Academia de Oficiales de la Guardia Civil de Aranjuez.
En 1998 se convirtió en la primera mujer oficial del cuerpo con el grado de teniente. Destinada inicialmente al Puesto Principal de Oleiros (La Coruña) y, posteriormente, a la Jefatura de Policía Judicial y al Servicio de Criminalística. Sucesivos ascensos a Capitán y Comandante, en 2011 asume jefaturas de unidades territoriales en Guadalajara. 
El 23 de diciembre de 2016 fue la primera mujer ascendida a teniente coronel, el rango más alto que ostenta una agente en la institución.
El 19 de mayo de 2021 fue nombrada jefa de la Comandancia de la Guardia Civil de Guadalajara, con responsabilidad sobre 550 agentes y 33 cuarteles; es la primera mujer al frente de esta unidad y la segunda en España en un cargo equivalente tras Silvia Gil.

## Reconocimientos y actividades públicas
En 2023 fue galardonada con el Premio Mujer La Rioja que concede Onda Cero, y en 2024 fue elegida pregonera oficial de las Ferias y Fiestas de Guadalajara.  
Ha ofrecido conferencias y entrevistas en medios nacionales donde promueve la igualdad dentro de las Fuerzas Armadas.

## Condecoraciones destacadas
- Cruz del Mérito Militar (distintivo blanco).[10]
- Cruz al Mérito Policial (distintivo blanco).[10]
- Cruz de Plata de la Orden del Mérito de la Guardia Civil (2018).[10]